# Giovanni Battista Donati

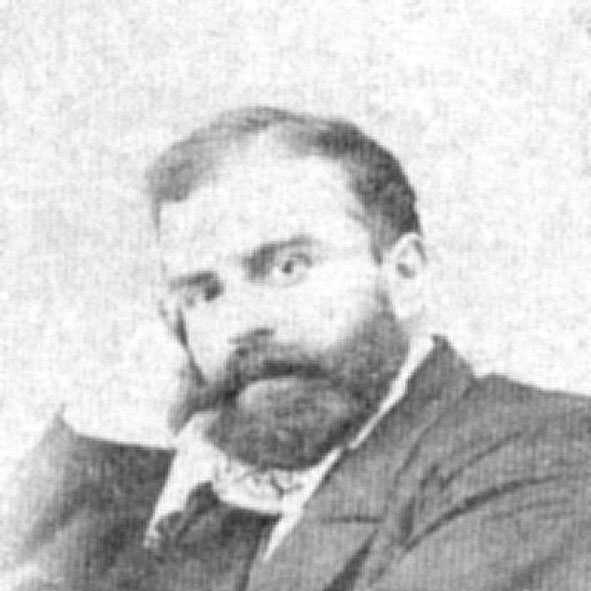
Giovanni Battista Donati

Giovanni Battista Donati (Pisa, 16 de diciembre de 1826 – Florencia, 20 de septiembre de 1873) fue un astrónomo italiano.
Donati se graduó en la Universidad de Pisa, ciudad de la que era oriundo tras lo cual se unió a la plantilla del Observatorio de Florencia en 1852, del cual llegaría a ser director en 1864.
Entre 1854 y 1864 descubrió seis nuevos cometas, incluyendo el espectacular cometa Donati (C/1858 L1), encontrado en 1858. También fue un pionero de la espectroscopia de cometas como forma de determinar su composición física, descubriendo que el espectro cambia cuando un cometa se acerca al Sol y se calienta, lo que le hace emitir su propia luz al margen de la que refleja del Sol. 
Donati murió de peste.

## Eponimia
- Existe un cráter lunar Donati llamado así en su honor.
- El asteroide (16682) Donati lleva este nombre en su memoria.